# Vair-sur-Loire
Vair-sur-Loire (bretonisch: Gwer-Liger) ist eine französische Gemeinde mit 4890 Einwohnern (Stand: 1. Januar 2022) im Département Loire-Atlantique in der Region Pays de la Loire. Sie gehört zum Arrondissement Châteaubriant-Ancenis und zum Kanton Ancenis-Saint-Géréon. Vair-sur-Loire wurde als Commune nouvelle am 1. Januar 2016 aus den Gemeinden Saint-Herblon und Anetz gebildet.

## Geographie
Vair-sur-Loire liegt zwischen den Städten Nantes und Angers. Die Loire begrenzt die Gemeinde im Südosten. An der westlichen Gemeindegrenze verläuft der Loire-Zufluss Grée. Umgeben wird Vair-sur-Loire von den Nachbargemeinden La Roche-Blanche im Norden und Nordwesten, La Rouxière im Norden und Nordosten, Varades im Osten, Mauges-sur-Loire  im Süden und Südosten, Orée d’Anjou im Süden und Südwesten sowie Ancenis-Saint-Géréon im Westen.
Durch die Gemeinde führt die Autoroute A11.

## Gliederung
| Ortsteil                        | ehemaliger INSEE-Code | Fläche (km²) | Einwohnerzahl (2022) |
| ------------------------------- | --------------------- | ------------ | -------------------- |
| Saint-Herblon (Verwaltungssitz) | 44163                 | 36,90        | 2.727                |
| Anetz                           | 44004                 | 14,83        | 2.163                |

## Sehenswürdigkeiten
- Kirche Saint-Herbeland in Saint-Herblon
- Kirche Saint-Clément
- Schloss Le Plessis-de-Vair aus dem 17./18. Jahrhundert, Monument historique seit 1980/2003